# Jumping Someone Else's Train
«Jumping Someone Else's Train» es el tercer sencillo editado por la banda británica The Cure. Se grabó al mismo tiempo que su álbum debut, Three Imaginary Boys (1979) pero al igual que sus primeros sencillos, «Killing an Arab» y «Boys Don't Cry» , no fue incluido en dicho álbum. No obstante, sí sería incorporado a la reedición americana de dicho álbum, Boys Don't Cry (1980).
Entre los años 1979 y 1981, en las actuaciones en directo, The Cure tocaba frecuentemente la canción instrumental «Another Journey By Train», lado B del sencillo «A Forest» de 1980, tras terminar de tocar «Jumping Someone Else's Train».
Siouxsie Sioux, de Siouxsie And The Banshees, participa en los coros de la cara B «I'm Cold».
El video musical muestra una vista acelerada desde la cabina del conductor de un viaje en tren desde la estación de Victoria hasta la estación de Brighton.

## Lista de canciones
| Vinilo de 7" |                                |          |  |
| N.º          | Título                         | Duración |  |
| 1.           | «Jumping Someone Else's Train» | 2:54     |  |
| 2.           | «I'm Cold»                     | 2:45     |  |

## Músicos
- Robert Smith — Guitarra, voz
- Michael Dempsey — Bajo
- Laurence Tolhurst — Batería
- Siouxsie Sioux — Coros en «I'm Cold»